# ショナ語
ショナ語（ショナご、ショナ語: chiShona）は、バントゥー語群に属する言語である。ジンバブエやザンビア南部に住むショナ人の母語である。ジンバブエにおいて、ショナ語は国の16の公用語の1つであり、北ンデベレ語や英語と同様に主要な言語である。

## 言語名別称
- Chishona
- Swina
- Zezuru

## 方言
- Toko (sna-tok)
- Hwesa (sna-hwe)